# Brigada de la Legión "Rey Alfonso XIII"
La Brigada "Rey Alfonso XIII", II de la Legión (precedentemente Brigada de la Legión “Rey Alfonso XIII”)  è una Grande Unità di fanteria leggera della Legione spagnola  appartenente all'Ejército de Tierra spagnolo ed è di stanza con i suoi reparti nelle città di Almería, Viator e Ronda. La Brigata è stata intitolata in onore del re Alfonso XIII di Spagna, fondatore della Legione spagnola, ed è inquadrata nella División “Castillejos".

## Storia
La Brigada de la Legión “Rey Alfonso XIII”, con sede presso la caserma “Álvarez de Sotomayor”  a Viator (Almería)  e la caserma “General Gabeiras” a Ronda (Malaga), è la Brigata più giovane dell'esercito spagnolo e l'unità più consistente della Legione spagnola con i suoi duemilaseicento legionari. Fu costituita nel luglio del 1995 quando il Comando della Legione si trasferì presso il Quartier Generale della nuova unità da Malaga alla nuova sede di  Viator (Almería).
La Brigata de la Legión si organizzò sulla base dei Tercios “Don Juan de Austria”, 3º della Legione  e  “Alejandro Farnesio”, 4º della Legione, a queste unità si unirono la disciolta Brigata XXIII con il Grupo de Artillería, il Grupo Logístico e l'Unidad de Zapadores.
La Brigata della Legione è posta al comando di un generale di fanteria  che è il responsabile anche della conservazione, perfezionamento dello spirito, virtù e tradizioni legionarie. Dal 2015 ha assunto la denominazione attuale, inquadrata nella divisione "Castillejos", di cui costituisce l'unità di combattimento.

## Organico
La Brigata nel 2017 è così strutturata:
- Battaglione del Quartier generale (Bandera de cuartel general)  a Viator.
- Gruppo di artiglieria da campagna (Grupo de Artillería de Campaña II de La Legión) a Viator (Almeria).
- Battaglione  logistico (Grupo logistico) a Viator.
- Compagnia genio (Unidad de zapadores) a Viator.
- Compagnia trasmissioni (Unidad de transmisiones) a Viator.
- Unità di servizi (Unidad de Servicios de Base) a Viator
- Gruppo di cavalleria leggera corazzata (Grupo de Caballería Ligero Acorazado "Reyes Católicos") a Ronda.
- 3° Tercio "Don Juan de Austria" a Viator (Almeria)
- 4° Tercio "Alejandro Farnesio" a Ronda

La Brigata è acquartierata presso la caserma "Álvarez de Sotomayor", a Viator, nella provincia di Almería, a eccezione del Tercio "Alejandro Farnesio" che con la sua  "X Bandera ligera"  è stazionato presso la caserma "General Gabeiras" a Ronda, nella provincia di Malaga.

## I comandanti di Brigata
Dal 25 maggio 2018 il comandante è il Generale di Brigata Marcos Llago Navarro.
- Generale di Brigata D. Carlos Gabari Lebrón, 1995-1996.
- Generale di Brigata D. Francisco Javier Zorzo Ferrer, 1996-1998.
- Generale di Brigata D. Enrique Gomariz de Robles, 1999-2001.
- Generale di Brigata D. Rafael Dávila Álvarez, 2001-2004.
- Generale di Brigata D. José Manuel Muñoz Muñoz, 2004-2006.
- Generale di Brigata D. Juan Bautista García Sánchez, 2006-2009.
- Generale di Brigata D. Francisco Javier Varela Salas, 2009-2011.
- Generale di Brigata D. Juan Jesus Leza Benito, 2011-.